# Župa dubrovačka
Župa dubrovačka (olaszul: Breno) község Horvátországban, Dubrovnik-Neretva megyében. A község 1997-ben vált külön Dubrovnik városától.

## Fekvése
A község északnyugati határa Dubrovnik régi városmagjától mindössze 6 km-re délkeletre fekszik. Északnyugatról Dubrovnik, délkeletről Konavle község, északkeletről a hercegovinai határ hegyláncai, délnyugatról a nyílt tenger határolja. Buja szubtrópikus növényzetével, egyedülálló természeti környezetével Dél-Horvátország egyik legszebb oázisa.

## A község települései
A községhez közigazgatásilag Brašina, Buići, Čelopeci, Čibača, Donji Brgat, Gornji Brgat, Grbavac, Kupari, Makoše, Martinovići, Mlini, Petrača, Plat, Soline, Srebreno (községközpont) és Zavrelje települések tartoznak.

## Története
A régészeti leletek tanúsága szerint az emberi élet első nyomai az i. e. 6000 körüli időben jelentek meg a község területén. A Dubac nevű helyen talált kőből készített nyelv alakú éket a dubrovniki múzeumban őrzik. A legrégibb itt élt ismert nép az illírek egyik harcias törzse, az ardiaták voltak, akik az i. e. 4. századból hagyták itt nyomaikat. A magaslatokon épített erődített településeken éltek és kőből emelt halomsírokba temetkeztek. A stratégiai helyeken épített erődökből jónéhánynak a nyoma máig fennmaradt, de nyomaikat megtalálták a ma lakatlan Mrkan és Bobara nevű szigeteken is. Az ősi Astarea egy részét, ahogy a község területét régen nevezték, azelőtt Žrnovicának hívták, az írásos dokumentumokban pedig Brenum néven szerepel. 
Az ardiata kalózok különösen Agrón király idejében, az i. e. 3. században tartották rettegésben az Adria déli partjait. Agrónt halála után Teuta követte a trónon, akinek uralma idején a római hajókat is megtámadták. Az állandósult harcok után, miközben a rómaiak többször is győzelmet arattak, végül i. e. 135-ben verték le az ardiatákat. Az ardiatákon kívül egy másik békésebb törzs, a plereiusok is éltek itt. Tőlük ered a Brenum elnevezés, melyet a horvátok a 20. századig Župának neveztek, később Subbrenum volt, ma pedig Srebreno a neve. Az illír elnevezések nyomait viseli magán ma is néhány magaslat neve, mint például a Malaštica, az ősi Mons Vardia, ahonnan kilátás nyílik a község teljes területére. Illír eredetű a Mosor-hegy neve is, mely egykori forrást jelölt.
Az illírek uralmának elfoglalva az Adria keleti partvidékét az i. e. 2. században a rómaiak vetettek véget. A rómaiak első támaszpontja ezen a vidéken a mai Donji Obod területén fekvő Epidaurum székhellyel jött létre, mely már városias jellegű kolónia volt. A római légiók jelenléte hosszú időre megszüntette a háborúskodást ezen a területen. Utak épültek, melyeken a megtermelt mezőgazdasági termékeket és állatokat a kikötőkbe szállították elősegítve a kereskedelem fejlődését. Župa környéke fontos gazdasági és közlekedési központtá vált. A rómaiak jelenlétét kőemlékek, amforák, poharak, tányérok, tálak töredékei, falak, márványtáblák és pénzérmék bizonyítják. A milánói ediktum után a kereszténység gyorsan terjedt, majd a római hatalmat a népvándorlás vihara rengette meg. A Nyugatrómai Birodalom bukása után a keleti gótok özönlötték el a térséget, őket 537-től 1205-ig kisebb megszakításokkal a bizánciak követték.
A 7. században avarok és a kíséretükben érkezett szlávok, a mai horvátok ősei árasztották el a területet. A várakat lerombolták és az ellenálló lakosságot leöldösték. Így semmisült meg a mindaddig fennálló Epidaurum. A túlélő lakosság előbb Župára, majd Raguzába menekült. Ez a kora középkor időszaka, amikor a térség története homályba vész, de lehet hogy már ekkor a raguzaiak uralma alá került a terület. A mai Župa község határai mindenesetre már a 14. században kialakultak. A köztársaság uralma alatt megteremtődtek a társadalmi és gazdasági élet fejlődésének feltételei. Župa fontos szárazföldi kereskedelmi csomópont lett a Raguzából a köztársaság belseje felé irányuló forgalom szempontjából. Az áruk közül a só, a hal, a fűszer, az ékszer, a textil, a fegyver, az ércek, a viasz és a fa voltak a meghatározóak. A régi római utakon a hegyeken való átkelés lovakból és öszvérekből álló karavánokkal történt. Egy karaván 15-től 300 lóból állt. Raguzából Dubacon, Brgaton és Ivanicán át új karavánút is nyílt, mely elősegítette a város fejlődését egyúttal azonban fenyegetést is jelentett, mert az ellenség is könnyebben juthatott el a város falaihoz. Ezért a raguzaiak 1441-ben a mai Gornji Brgatnál felépítették Tomba erődjét. Župának már a 13. században saját képviselője és kenéze volt, akit a nagytanács egy évre választott. Joga és kötelessége volt a statútum betartatása, emellett nemesembernek kellett lennie. Raguza rajta keresztül gyakorolta fennhatóságát a terület felett. A végrehajtó hatalmat helyettese gyakorolta.
Abban az időben a župaiak főként mezőgazdasággal foglalkoztak, különösen jelentős volt a szőlőtermesztés. A szüret olyan fontos esemény volt, hogy ilyenkor még a raguzai nagytanács és a szenátus sem ülésezett és hozott törvényeket. A legtöbb raguzai családnak saját földje, gazdasági épülete és nyaralója volt a község területén. A mezőgazdaság mellett a lakosság másik bevételi forrása az állattenyésztés volt, emellett már 1200 óta foglalkoztak cserép és téglaégetéssel, melyhez 12 égető kemence működött. A helyiek ismert kőfaragók és kőművesek is voltak. Nagy figyelmet fordítottak a lakosság legfőbb élelmére a kenyér előállítására. A statútum rendelkezett arról, hogy a lakosok a malomban mennyi gabonát őröltessenek. Mlini település, ahol több ilyen malom is állt ezekről a malmokról kapta a nevét. Ugyancsak fejlett volt még a méhészet és a méz előállítása. 
A lakosság 1806-ban sokat szenvedett a montenegrói és orosz hadak pusztításától, akik sok házat, épületet, nyaralót és több templomot kifosztottak és leromboltak. Ekkor semmisültek meg a korábbi idők anyakönyvei. Az ostromló hadakat a franciák kényszerítették visszavonulásra. A Raguzai Köztársaság bukása után 1806-ban Dalmáciával együtt ez a térség is a köztársaságot legyőző franciák uralma alá került, de Napóleon bukása után 1815-ben a berlini kongresszus Dalmáciával együtt a Habsburgoknak ítélte. 1857-ben 2988, 1910-ben 2727 lakosa volt. 1918-ban az új szerb-horvát-szlovén állam, majd később Jugoszlávia része lett. A délszláv háború idején 1991 októberében a jugoszláv hadsereg és a szerb szabadcsapatok foglalták el a község területét, a falvakat kifosztották és felégették. A lakosság a közeli Dubrovnikba menekült és csak 1992 tavaszán térhetett vissza. A háború után rögtön megindult az újjáépítés. A községnek 2011-ben 8331 lakosa volt, akik főként turizmussal és mezőgazdasággal foglalkoztak.

## Népesség
| Lakosság változása | Lakosság változása | Lakosság változása | Lakosság változása | Lakosság változása | Lakosság változása | Lakosság változása | Lakosság változása | Lakosság változása | Lakosság változása | Lakosság változása | Lakosság változása | Lakosság változása | Lakosság változása | Lakosság változása | Lakosság változása |
| ------------------ | ------------------ | ------------------ | ------------------ | ------------------ | ------------------ | ------------------ | ------------------ | ------------------ | ------------------ | ------------------ | ------------------ | ------------------ | ------------------ | ------------------ | ------------------ |
| 1857               | 1869               | 1880               | 1890               | 1900               | 1910               | 1921               | 1931               | 1948               | 1953               | 1961               | 1971               | 1981               | 1991               | 2001               | 2011               |
| 2.988              | 2.646              | 2.702              | 2.883              | 2.914              | 2.727              | 2.816              | 2.660              | 2.514              | 2.625              | 3.255              | 3.036              | 1.445              | 1.663              | 6.663              | 8.331              |

## Nevezetességei
- Brgat Gornji – Tumba erődjének maradványai
- Brgat Gornji – Keresztelő Szent János templom
- Brgat Gornji – régi Szent Anna templom
- Brgat Gornji – ókori halomsírok
- Buići – Szent György templom
- Čelopeći – Szent Vince kolostor és templom
- Čelopeći – Giorgi – Bona nyaraló maradványai a Szent Márton kápolnával
- Čibača – Szent Miklós templom
- Čibača – Szent Máté templom
- Čibača – Szent Lukács templom
- Čibača – ókori kikötő maradványai a Goričina-foknál
- Dubac – görög templom
- Dubac – Mindenszentek templom
- Dubac – római út maradványai
- Grbavac – Gradac vármaradványok
- Kupari – Szent István templom
- Kupari – Szent Megváltó templom
- Kupari – Szent Péter templom
- Kupari – Gorična várromok
- Makoše – Szent Antal templom
- Makoše – őrtorony
- Mandaljena – Szent Mária Magdolna templom
- Martinovići – Keresztelő Szent János templom
- Martinovići – Nagyboldogasszony templom
- Martinovići – őrtorony
- Mlini- Szent Illés templom
- Mlini – Szent Megváltó templom
- Mlini – Szent Rókus templom
- Petrača – Szentháromság templom
- Plat – Keresztelő Szent János templom
- Plat – Nagyboldogasszony templom
- Plat – Lukovica középkori várának romjai
- Soline – Szent Miklós templom
- Soline – Đurović család erődített udvarháza
- Soline – Spilan várának romjai
- Soline – ókori halomsírok
- Srebreno – Jézus szíve templom
- Srebreno – Szent Miklós templom
- Zavrelje – Szent Mihály templom
- Zavrelje – a Kaštio romjai

## Gazdaság
A község területe már ősidők óta Dubrovnik éléskamrájának számított. Erre különösen termékeny mezői, gyümölcsösei, zöldséges kertjei, ültetvényei és legelői tették alkalmassá. Minden nap hajnal előtt felkerekedett az egész község népe kosárral a fején a város felé. Akinek volt lova, vagy öszvére az azt fogta be. Később mindez autóbusszal és autókkal történt. A városiak nagy mennyiségben vásárolták a friss gyümölcsöt, zöldséget, húst, tejet, tojást és virágot. Amikor az 1960-as és 70-es években nagy számban épültek a szállodák a munkaerő iránti igény is megnőtt. A fiatalok felhagytak a termeléssel és nagy számban helyezkedtek el a turizmus és a vendéglátás területén. Ma már senki sem él a község területén kizárólag a mezőgazdaságból, de azért aki teheti visz magával valamit a városba amit értékesíthet.
A 20. század második felében szállodák felépítése elősegítette a magánszállások és autóskempingek kiépítését is, így a turizmus a helyi gazdaság alapjává vált. A délszláv háború és a szerb megszállás egy időre visszavetette a térség fejlődését. Minden gazdasági létesítményt kifosztottak, leromboltak vagy felégettek. Másfél évtized alatt a régi vendéglátó kapacitás alig kétharmadát sikerült csak újjáépíteni és a vendégéjszakák száma is alig haladta meg a háború előttinek a felét.
A 2000-es évektől Čibačán vállalkozói övezetet alakítottak ki, mely fellendítette a kereskedelmet. Egymástól pár lépésre több kereskedelmi központ épült fel autó és bútorszalonokkal, szervizekkel, építőanyag raktárral, üveges, kőfaragó, bádogos stb. üzemekkel, de üzletközpontja áll itt a Mercator és Konzum cégeknek is. Ugyancsak fejlődik az építőipar a község területén több ipari üzemmel. Számos szolgáltató cég központja is itt található.

## Kultúra
- Župsko ljeto – župai nyári fesztivál
- Marko Majorica kulturális és művészeti egyesület
- Kurenat kulturális, sport és környezetvédelmi egyesület
- Soline-Plat egyesület
- Stiga énekkar
- Subrenum énekkar

## Oktatás
A községi alapiskolának területi iskolái működnek Martinovićin és Gornji Brgaton. A gyermekek középiskolába Dubrovnikra járnak. 2008. március 31-én nyílt meg a község új iskolája, az első olyan épület mely ezzel a rendeltetéssel épült. Az iskolának 18 tanterme, tanári szobája, ebédlője és konyhája is van. Az iskola felépítése óta is dinamikusan nőtt a lakosság száma, ezért már alig az elkészülte után kicsinek bizonyult. Bővítése tervben van, addig a diákok egy része a régi iskolaépületet használja.

## Sport
- Astarea bridzsklub, Mlini
- Hidroelektrana Dubrovnik bocsaklub
- Postranje bocsaklub
- Rijeka bocsaklub, Mlini
- Župa dubrovačka bocsaklub
- Brgat bocsaklub
- NK Župa dubrovačka labdarúgóklub
- "Vodeni Svijet" búvárklub
- "Gusar" vízilabdaklub
- Župa dubrovačka női röplabdaklub
- Plat kispályás labdarúgóklub

## Galéria
- Gornja Čibača Szent Lukács templom
- Gornji Brgat Szent Anna templom
- Kupari Grand Hotel
- Srebreno-Kupari főutcája
- A Goričina szálloda
- Mlini kikötője
- Mlini látképe
- Srebreno látképe
- Plat látképe

## Fordítás
Ez a szócikk részben vagy egészben  a(z)   Župa dubrovačka című horvát Wikipédia-szócikk ezen változatának fordításán alapul.  Az eredeti cikk szerkesztőit annak laptörténete sorolja fel. Ez a jelzés csupán a megfogalmazás eredetét és a szerzői jogokat jelzi, nem szolgál a cikkben szereplő információk forrásmegjelöléseként.